# Albrekt den fete av Braunschweig-Göttingen
Albrekt II ”den fete” (tyska Albrecht II. „der Fette“), född omkring 1268, död 1318, var hertig av Braunschweig-Göttingen 1279–1318. Han var son till hertig Albrekt den store av Braunschweig (1236–1279) och Alessina av Montferrat (död 1285).
Albrekt den fete gifte sig 10 januari 1284 med Rikissa av Werle (levde 1312), dotter till furst Henrik I av Werle (mördad 1291) och Rikissa Birgersdotter. Paret fick följande barn:
- Adelheid (1290–1311), gift med Johan av Hessen (död 1311)
- Otto den milde av Braunschweig-Göttingen  (24 juni 1292–30 augusti 1344)
- Mechtildis/Matilde (1293–1 juni 1356), gift med Henrik V av Honstein-Sondershausen (1290–1356)
- Albrekt II av Braunschweig-Lüneburg (1294–1358), biskop av Halberstadt
- Vilhelm (1295–1318), riddare av Tyska orden
- Henrik III av Braunschweig-Lüneburg (1297–1363), biskop av Hildesheim
- Richenza (1298–26 april 1317), nunna i Kloster Wienhausen
- Johan (1300–1321), riddare av Tyska orden
- Bruno (1303–31 oktober 1306)
- Magnus I (död 1369), hertig av Braunschweig-Wolfenbüttel
- Ernst av Braunschweig-Göttingen (1305–1367)
- Lüder (1307–17 maj 1319)
- Judith/Jutta (1309–1332).